# Leo Kirch
Leo Kirch (* 21. Oktober 1926 in Würzburg; † 14. Juli 2011 in München) war ein deutscher Medienunternehmer. Er gründete 1955 einen Filmverleih, den er bis Anfang der 2000er Jahre zu einem der größten deutschen Medienkonzerne ausgebaut hatte, die Kirch-Gruppe. Leo Kirch war maßgeblich am Aufbau des Privatfernsehens und Bezahlfernsehens in Deutschland beteiligt. 2002 musste sein Unternehmen Insolvenz anmelden und wurde in der Folge zerschlagen. Kirch ging deswegen bis zu seinem Tod im Jahr 2011 juristisch gegen die Deutsche Bank vor. Deren damaliger Vorstandsvorsitzender Rolf-Ernst Breuer hatte die Insolvenz – wie mittlerweile gerichtlich festgestellt – durch eine Interview-Äußerung zur mangelnden Kreditwürdigkeit des Unternehmens Anfang 2002 mit ausgelöst. Kirch, der in seinen letzten Lebensjahren durch eine Diabetes-Erkrankung fast erblindet war, galt als konservativ und äußerst öffentlichkeitsscheu. Er war unter anderen mit dem langjährigen deutschen Bundeskanzler Helmut Kohl befreundet. Kirchs große politische Einflussmöglichkeiten durch seine zahlreichen Fernsehsender, darunter ProSieben und Sat.1, sowie durch seine Beteiligungen an anderen Medienkonzernen wurden teilweise massiv kritisiert.

## Leben
Leo Kirch war Sohn des Klempners und Nebenerwerbsweinbauern Robert Kirch und dessen Frau Katharina. Er wuchs in Fahr am Main (heute Ortsteil von Volkach) auf. Von 1932 bis 1940 besuchte er die Volksschule in Fahr und anschließend von 1940 bis 1943 die Oberrealschule in Würzburg.
Im Juli 1943 wurde Kirch 17-jährig zur Flugabwehr eingezogen. Unter anderem war er an der Abwehr eines amerikanischen Bombenangriffes auf das fränkische Schweinfurt im Morgengrauen des 14. Oktober 1943 beteiligt. Im April 1945 desertierte er und kehrte nach Fahr zurück.

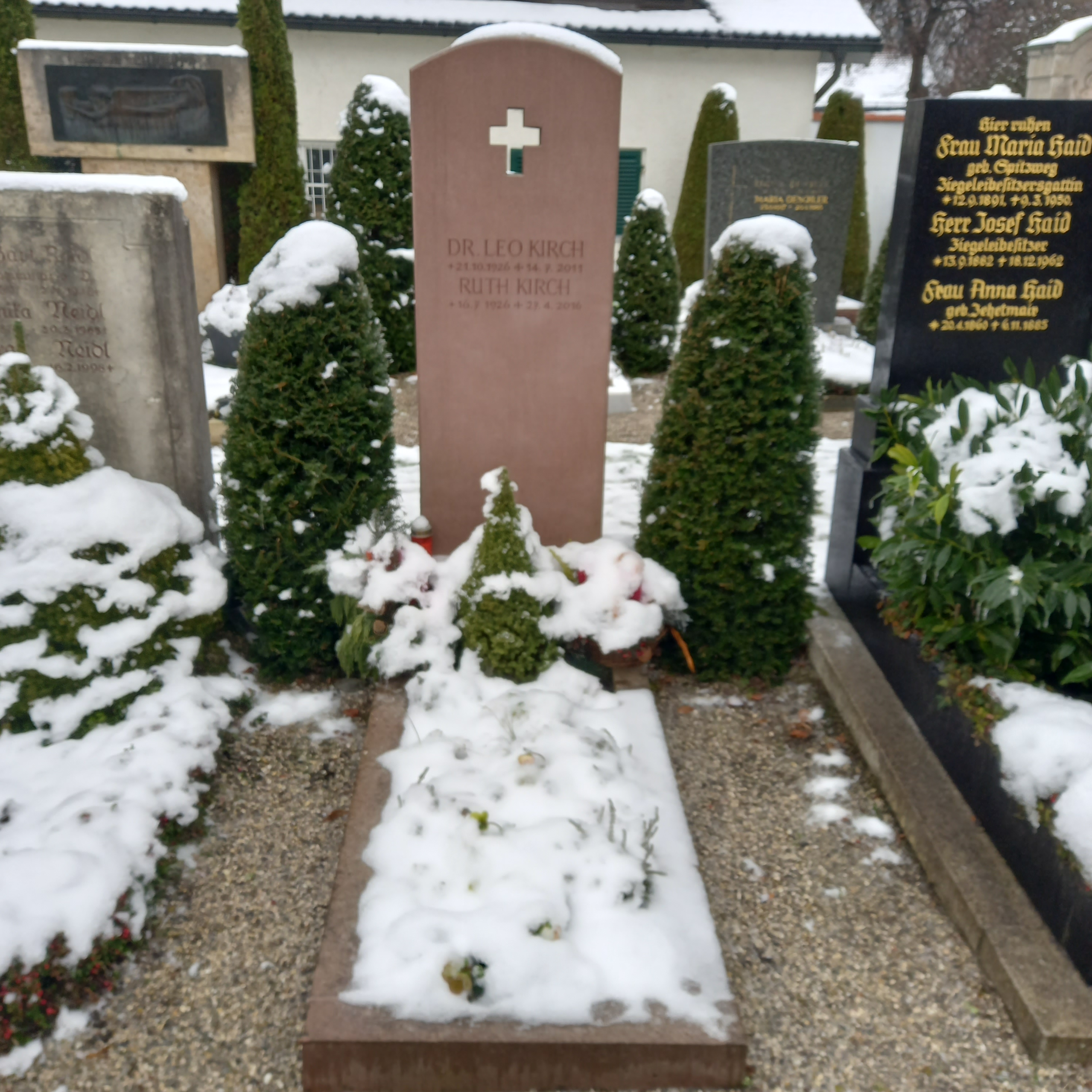
Das Grab von Leo Kirch und seiner Ehefrau

Nach dem Not-Abitur in Würzburg studierte er ab 1946 Mathematik und Physik an der Universität Würzburg. Im Juni 1950 wurde er der Universität verwiesen (er hatte unerlaubt Prüfungsaufgaben besorgt) und begann danach ein Studium der Betriebswirtschaft an der Hochschule für Wirtschafts- und Sozialwissenschaften in Nürnberg. Ab 1952 war er Assistent an der Universität München und befasste sich bevorzugt mit den elektronischen Medien. Im Juni 1958 wurde er an der HfWS Nürnberg promoviert; Thema seiner Dissertation war Der Einfluß des Raumes auf die Reichweite des Verkehrs.
Im Jahr 1954 heiratete Kirch seine Kommilitonin Ruth Weigand (1926–2016). Aus dieser Ehe ging 1957 der Sohn Thomas Kirch hervor. Dieser war 1988 einer der beiden Gründungsgesellschafter des Fernsehsenders ProSieben, dem Nachfolger von Eureka TV. Sein zweiter, nichtehelicher Sohn Michael Kirch wurde 1963 geboren.
Leo Kirch starb am 14. Juli 2011 im Alter von 84 Jahren; zuvor litt er jahrelang an Diabetes mellitus und Herzerkrankungen. Die Trauerfeier fand in St. Michael in München statt. Unter den Trauergästen waren Ministerpräsident Horst Seehofer, Hubert Burda, Helmut Kohl und Helmut Markwort. Leo Kirchs Grab befindet sich in München-Oberföhring auf dem Friedhof bei der Kirche St. Lorenz.
Erst 2021 wurde bekannt, dass Leo Kirch seit den 1950er Jahren eine Kunstsammlung von ungefähr achtzig Gemälden zusammengetragen hatte, darunter Werke von Claude Monet, Emil Nolde, Karl Schmidt-Rottluff, Lyonel Feininger, Franz Marc, Amedeo Modigliani, Gustav Klimt sowie Egon Schiele. Diese Kunstsammlung lagert in einem Depot in München.

## Filmrechtehändler
Als Filmrechtehändler stieg Leo Kirch seit den 1960er-Jahren zu einem der wichtigsten und einflussreichsten Medienunternehmer Deutschlands auf. Die Rechte für seinen ersten Film, La Strada von Federico Fellini, den er 1956 persönlich aus Italien holte, kaufte er mit geborgtem Geld, das er von der Familie seiner Frau erhielt. Er baute ein komplexes und unübersichtliches Unternehmen mit zahllosen Tochterunternehmen und Beteiligungen auf.
Dazu gründete er 1955 die Firma Sirius Film und Einkauf GmbH, 1959 die BetaFilm und 1963 die TaurusFilm, die zum Vertrieb von Filmen und Fernsehprogrammen dienten. 1966 folgte die Gründung der Unitel und 1968 der IdunaFilm für Spiel- und Fernsehfilmproduktionen sowie 1975 die Gründung der Firma BetaTechnik, als Servicezentrum der Kirch-Gruppe, und 1983 der TaurusVideo. Kirchs erste Großakquisition stellte 1985 eine zehnprozentige Beteiligung am Axel-Springer-Verlag dar.
Das ZDF war jahrzehntelang völlig von ihm abhängig, da es über keine eigenen Hollywood-Kontakte verfügte. Um diese Abhängigkeit von einem einzigen Filmhändler aufzulösen, wollte der Sender auch von anderen Unternehmen Filmrechte erwerben, bis sich herausstellte, dass auch diese Firmen zu Kirch gehörten. Als der Sender mit dem Aufkommen des Privatfernsehens ab Mitte der 1980er Jahre Kirch als Konkurrenz begriff und die Geschäftsbeziehung zu ihm abbrach, liefen für einige Jahre keine Hollywood-Filme mehr im ZDF.
1983 erlebte Kirch einen Rückschlag, als die ARD in eigenen Verhandlungen ein großes und langfristiges Filmpaket von Metro-Goldwyn-Mayer und United Artists bzw. MGM/UA erwarb. Hierin waren u. a. die Filme der James-Bond-Reihe und etliche MGM-Knüller wie Das Appartement oder Eins, Zwei, Drei enthalten. Der Klassiker Vom Winde verweht (USA 1939) war in diesem Paket nicht enthalten, weil einige MGM-Rechte an ihn zurückfielen, nachdem Kirch gegen diese Absprache einen Rechtsstreit mit der ARD bzw. dem Studio angestrengt hatte.
Die ARD hatte somit erstmals einen eigenen Output-Deal direkt mit einem Hollywood-Studio abgeschlossen. Die Lizenzrechte zwischen der ARD und dem Studio wurden 1997 für weitere zehn Jahre verlängert. MGM konnte aber durchsetzen, dass die im Rechtepaket enthaltenen Payrechte an MGM zurückfielen. 1997 schloss Kirch dann einen Lizenzvertrag für die MGM/UA Filme für das Bezahlfernsehen ab, ebenfalls auf zehn Jahre. Einige Free-Rechte im ARD-Paket sind inzwischen abgelaufen. Nachdem MGM inzwischen zu Sony Pictures Entertainment gehört, gab es 2006 ein Abkommen zwischen ProSiebenSat.1 Media und MGM/SONY.

## Medienunternehmen
1985 erwarb Leo Kirch eine Beteiligung am Axel-Springer-Verlag, Ende der 1980er-Jahre stieg er bei dem Fernsehsender Sat.1 ein, Mitte der 1990er-Jahre gründete er den Bezahlfernsehanbieter DF1 (heute Sky). Zu diesem Zeitpunkt kontrollierte Leo Kirch über seine verschiedenen Beteiligungen große Teile des deutschen und einen Teil des europäischen Medienmarktes.
Bereits in den 1990er Jahren gab es immer wieder Berichte über Finanzschwierigkeiten der Kirch-Gruppe bis an den Rand der Insolvenz. Gründe dafür waren zu hohe Investitionen in das Bezahlfernsehen, die auf einer Fehleinschätzung beruhten. In anderen Ländern Europas konnte Bezahlfernsehen gewinnbringend betrieben werden, weil es dort nur wenige frei empfangbare Kanäle gab. Kirch versuchte jedoch, seine Filmvorräte gleich in mehreren Sendern im Free-TV und auch im Bezahlsender Premiere zu vermarkten. Viele Filme und Serien wurden sogar zeitnah auf Premiere und einem Free-TV-Sender ausgestrahlt. Dieses Überangebot sorgte für schwache Absatzzahlen. Durch den Umstand, dass das Verschlüsselungs- bzw. Zugangsberechtigungssystem des Premiere-Decoders d-box leicht zu decodieren war, gab es viele nicht zahlende Zuschauer („Schwarzseher“). Kirch investierte zusätzlich enorme Beträge in die Fußball-Bundesliga, was dazu beitrug, dass dort die Spielergehälter stark ansteigen konnten.
Im Jahr 2002 wurden erneut Zahlungsschwierigkeiten der Kirch-Gruppe bekannt. Der Vorstandsvorsitzende der Hypovereinsbank, Albrecht Schmidt, bot Kirch deshalb im Februar 2002 über 1,1 Milliarden Euro für dessen 40-prozentige Beteiligung an der Axel Springer AG an.
Im April 2002 musste die KirchMedia angesichts von über 6,5 Milliarden Euro Schulden und Verbindlichkeiten einen Insolvenzantrag stellen. In der Folge wurden deren einzelne Sparten zerschlagen. Leo Kirch zog sich aus dem Unternehmen zurück, behielt aber umfangreiche Beteiligungen an Firmen in der Schweiz, die nicht in die Insolvenzmasse fielen.
Im Jahre 2002 verklagte Kirch die Deutsche Bank, da sie seiner Ansicht nach eine Mitschuld an der Insolvenz trug. Diese Schuld soll sich aus einer Äußerung von Rolf-Ernst Breuer, dem damaligen Vorstandssprecher der Deutschen Bank, herleiten. Breuer hatte in einem Interview des Wirtschaftssenders Bloomberg relativ deutlich gesagt, dass bekannt sei, dass der Kirch-Konzern keine Kredite mehr bekomme. Nach Auffassung Kirchs hat diese Äußerung die darauf folgende Kündigung seiner Kredite durch alle anderen Banken bewirkt. Im Mittelpunkt der Ermittlungen stand unter anderem ein Treffen von Leo Kirch, Rolf-Ernst Breuer, Thomas Middelhoff, Erich Schumann und dem damaligen Kanzler Gerhard Schröder am 27. Januar 2002 in einem Restaurant in Hannover.
Nachdem der Bundesgerichtshof am 24. Januar 2006 entschieden hatte, dass nur der Tochtergesellschaft, die bei der Deutschen Bank den Kredit aufgenommen hatte (PrintBeteiligungs GmbH), nicht aber Kirch oder der Taurus Holding GmbH, der Management-Gesellschaft der Kirch-Gruppe, Schadensersatz grundsätzlich zusteht, reichte Kirch im Mai 2007 für behauptete Schäden der PrintBeteiligungs GmbH eine Leistungsklage gegen die Deutsche Bank in Höhe von zunächst 1,6 Milliarden Euro ein. Rolf-Ernst Breuer hatte bereits als Folge des BGH-Urteils am 3. Mai 2006 sein Mandat als Aufsichtsratsvorsitzender der Deutsche Bank aufgegeben. Im Wesentlichen ging es um die Springer-Aktien, die als Pfand für den Kredit dienten und nach der Kündigung des Kredits von der Deutschen Bank verwertet worden waren. Die Klage wurde am 25. November 2008 durch Versäumnisurteil teilweise abgewiesen. Nach Einspruch von Kirch gegen das Versäumnisurteil wurde am 23. November 2010 erneut verhandelt. Die Klage wurde mit Urteil des Landgerichts München I vom 22. Februar 2011 insgesamt abgewiesen.
Eine KGL Pool GmbH hat im Dezember 2005 aus abgetretenem Recht von 17 Gesellschaftern der Kirch-Gruppe eine weitere Klage auf Schadensersatz gegen die Deutsche Bank und Herrn Breuer erhoben, die am 31. März 2009 vom Landgericht München I vollständig abgewiesen wurde. Die Berufung wurde am 25. Februar 2011 mündlich vor dem Oberlandesgericht München verhandelt, welches feststellte, dass das Münchener Landgericht mit der Abweisung der Klage „wesentlich zu kurz gegriffen“ habe. Es schlug am 24. März 2011 einen Vergleich mit einem Betrag von 775 Millionen Euro vor, den die Deutsche Bank ablehnte. Am 14. Dezember 2012 urteilte das Oberlandesgericht München, dass Kirch bzw. dessen Erben eine Schadensersatzleistung durch die Deutsche Bank zustehe, dessen Höhe durch ein Gutachten zu ermitteln sei. Am 20. Februar 2014 wurde ein Vergleich geschlossen, aufgrund dessen die Deutsche Bank den Kirch-Erben 775 Millionen Euro plus Zinsen und weitere Kosten zahlte.

## Rückkehr als Medienunternehmer
Im Oktober 2007 wurde bekannt, dass Kirch wieder in den Fernsehrechtehandel eingestiegen war: Mit seinem Unternehmen Sirius GmbH wollte er ab Sommer 2009 die Fernsehrechte der Fußball-Bundesliga vermarkten und hatte den Bundesligavereinen für einen Zeitraum von sechs Jahren drei Milliarden Euro garantiert. Der diesbezügliche Vertrag wurde jedoch auf Druck des Bundeskartellamtes am 25. September 2008 seitens der DFL wieder gekündigt.
Die Leo Kirch zuzurechnende KF 15 GmbH hielt darüber hinaus eine Beteiligung von 17,0 Prozent an der Constantin Medien AG (vormals EM SportMedia AG). Zur Constantin Medien gehören unter anderem der Fernsehsender Sport1 (vormals „Deutsches Sport Fernsehen“), das Internetsportportal Sport1.de und die Produktionsgesellschaft Plazamedia. Die Constantin Medien AG ist außerdem mit 47,3 Prozent an der Highlight Communications AG beteiligt, die unter anderem einen hohen Anteil an dem Sportvermarkter TEAM und dem deutschen Kinoproduzenten Constantin Film besitzt.

## Kirch und Helmut Kohl

### Beziehung
Leo Kirch und Alt-Bundeskanzler Helmut Kohl waren mehrere Jahrzehnte lang befreundet. Als Kohl nach der CDU-Spendenaffäre Freunde und Anhänger um Spenden in Höhe von sechs Millionen Deutsche Mark bat, um den finanziellen Schaden für die CDU zu beheben, gab Kirch die größte Spende (eine Mio. DM).
Kirch war auch Trauzeuge bei Kohls zweiter Hochzeit am 8. Mai 2008.

### Umstrittener Beratervertrag
Im Rahmen von Presseveröffentlichungen zum Insolvenzverfahren der Kirch-Gruppe wurde im Jahr 2003 bekannt, dass Kohl umstrittene Beratungsverträge mit dem Unternehmen gehabt hatte. Kohl hatte nach seiner Kanzlerschaft drei Jahre lang jeweils 600.000 DM erhalten, während er als Abgeordneter im Bundestag saß. Seine Leistung sollte dabei „Beratung zu aktuellen sowie strategischen politischen Entwicklungen in Deutschland und Europa“ in persönlichen Gesprächen mit Kirch sein. Eine Mindestleistung war laut Medienberichten nicht festgeschrieben worden. Kritiker wie Hans Herbert von Arnim wiesen darauf hin, Kirchs Medien- und Fernsehimperium habe während der Kanzlerschaft Kohls von einer besonders Kirch-freundlichen Medienpolitik profitiert. Hans-Christian Ströbele, damals Obmann der Grünen im Parteispenden-Untersuchungsausschuss des Bundestags, meinte dazu, der Beratervertrag lege einen „dringenden Verdacht der nachträglichen Bezahlung von Regierungshandeln“ beziehungsweise Vorteilsannahme nahe. Kohl hat sich während seiner Amtszeit mehrmals für Leo Kirch eingesetzt. 1995 setzte er sich beim Telekom-Aufsichtsrat für die Verwendung von Kirchs d-box ein und 1997 intervenierte er bei der EU-Kommission für die Erlaubnis der Zusammenarbeit der Kirch-Gruppe und Bertelsmann im Pay-TV-Bereich. Andere CDU-Politiker mit sehr ähnlichen Kirch-Verträgen nach ihrer Amtszeit waren die ehemaligen Post- und Fernmeldeminister Christian Schwarz-Schilling und Wolfgang Bötsch, deren Tätigkeitsgebiete und Entscheidungen als Minister und Rundfunkräte erhebliche Auswirkungen auf die deutsche Medienlandschaft, insbesondere auf das für Kirch wichtige Privatfernsehen gehabt hatten. Das Bekanntwerden dieser Vorgänge führte zu erheblichen Irritationen und Verdachtsäußerungen auch aus Kreisen der CDU/CSU, hatte jedoch für Kohl und die anderen Betroffenen letztendlich keine Konsequenzen, weil keine Gesetze verletzt worden waren.

## Film
- Der große Zampano – Wer war Leo Kirch? ZDF, 45 min, gesendet am 12. Dezember 2017.[32]